# 圣克里斯宾节
圣克里斯宾节为纪念基督教圣徒克里斯宾兄弟殉道所设，第二次梵蒂冈大公会议以后不再作为公众节日。
历史上，圣克里斯宾节这天爆发过多次重大战役。